# Melanargia pasiteles
Melanargia pasiteles är en fjärilsart som beskrevs av Hans Fruhstorfer 1911. Melanargia pasiteles ingår i släktet Melanargia och familjen praktfjärilar. Inga underarter finns listade i Catalogue of Life.